# سفينة قوات بحرية

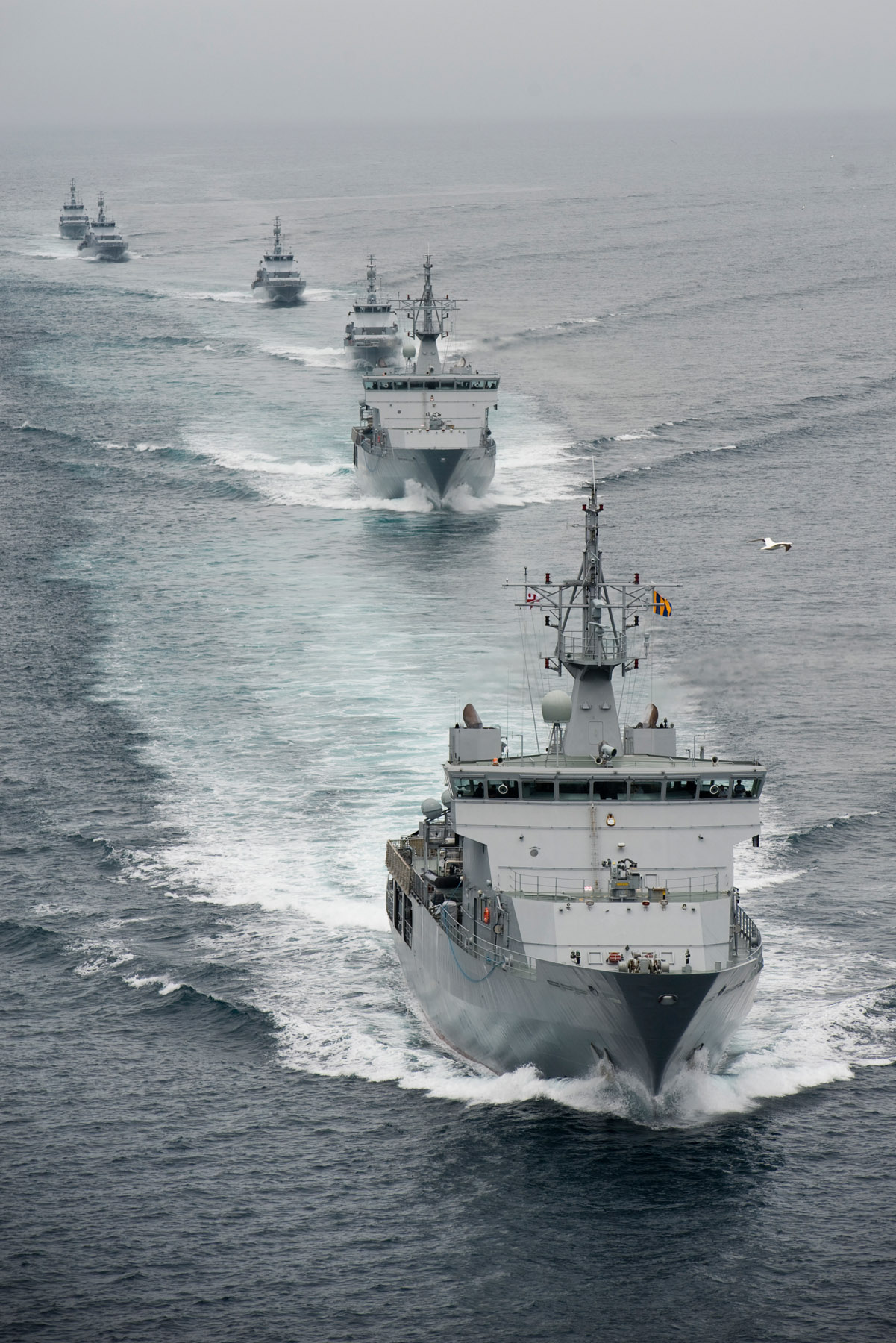

سفينة قوات بحرية أو سفينة قتالية (بالإنجليزية: Naval ship)‏ هي سفينة تتبع القوات البحرية في دولة ما، وعادة تكون سفينة حربية أو يمكن أن تكون قاربا صغيرا لمهمات قتالية.